# Chiwezi
Chiwezi è una circoscrizione mista (mixed ward) della Tanzania situata nel distretto di Momba, regione di Mbeya. Conta una popolazione di 25 060 abitanti (censimento 2012).